# Nanmu, Chongqing
Nanmu (kinesiska: 楠木) är en socken i sydvästra Kina. Den ligger i häradet Youyang i storstadsområdet Chongqing, omkring 240 kilometer sydost om det centrala stadsdistriktet Yuzhong. Antalet invånare är 4 648. Befolkningen består av 2 157 kvinnor och 2 491 män. Barn under 15 år utgör 25,0 %, vuxna 15-64 år 61 %, och äldre över 65 år 13,0 %.